# 淮平県
淮平県（わいへい-けん）は中華人民共和国江蘇省淮安市にかつて存在した県。現在の盱眙県西部に相当する。

## 歴史
1151年（紹興21年）、宋朝により設置され、1284年（至元21年）に廃止された。